# 埃默森 (伊利諾伊州)
埃默森（英語：Emerson）是位於美國伊利諾伊州懷特塞德縣的一個非建制地區。該地的面積和人口皆未知。

## 地理
埃默森的座標為41°48′22″N 89°45′53″W / 41.80611°N 89.76472°W，而該地的平均海拔高度為199米（即653英尺）。